# マキシム・ブシ
- マキシム・ブーシ
- マキシム・ブージ

マキシム・ブシ（Maxime Busi, 1999年10月14日 - ）は、ベルギー・リエージュ州リエージュ出身のサッカー選手。スタッド・ランス所属。ポジションはDF。

## クラブ経歴
2018年にシャルルロワSCのトップチームに昇格。2018-19シーズンは1部で4試合に出場。翌2019-20シーズンは出場機会が増え、リーグ戦21試合に出場した。
2020年10月5日、パルマ・カルチョ1913と5年契約を締結したことが発表された。
2022年1月3日、スタッド・ランスへレンタル移籍。

## 代表歴
2019年より、U-21のベルギー代表に招集されている。